# Mike Schultz
Michael Schultz (Nova York, 31 d'agost de 1955 - Barcelona, 21 de juny de 1990) va ser un jugador de bàsquet nord-americà. Amb 2.05 d'alçada, el seu lloc natural a la pista era el de pivot. Va morir als 34 anys, víctima d'una leucèmia.

## Carrera esportiva
Es va formar a la Universitat de Houston. No va ser inclòs en el draft de 1976 de l'NBA, i va jugar a Bèlgica, els Països Baixos, Suïssa i Filipines abans d'arribar al Joventut de Badalona la temporada 1984-85. La temporada següent va jugar al Caja Ronda, i va tornar a Badalona la temporada 86-87, on va guanyar la Supercopa espanyola, la Copa Príncep d'Astúries i la Lliga catalana. Les temporades següents les va jugar a l'Obradoiro (87-88), al CB Murcia (88-89) i al Badajoz (89-90), on només va jugar 3 partits a causa de la seva malaltia.
Joventut i Múrcia es van mobilitzar per poder finançar el seu trasplantament de medul·la a Seattle. Van jugar un partit amistós que va ser televisat i en el qual Audie Norris va reforçar als murcians. Va morir a l'Hospital de Sant Pau de Barcelona el 21 de juny de 1990.